# 아나탈리아 이
아나탈리아 이(2000년 12월 13일 ~ )는 미국의 가수다. 2024년 디지털 싱글 [Pop Rocks]로 데뷔했다.

## 방송
- 타임터너 (2024) - Top14(13위)

## 음반
- Pop Rocks (2024)

## 피처링
- 苏熙凌 <Emotion> (2021)